# Оливера, Вальтер
Вальтер Даниэль Оливера Прада (исп. Walter Daniel Olivera Prada; 16 января 1953, Монтевидео) — уругвайский футболист и тренер.

## Биография
Начал карьеру в любительском клубе «Ла-Пальмита», затем выступал за «Пеньяроль» и «Атлетико Минейро». В составе «Пеньяроля» выиграл 7 чемпионатов Уругвая, а также Кубок Либертадорес и Межконтинентальный кубок в 1982 году.
За «Атлетико Минейро» Оливера провёл 74 матча и забил 8 голов. Дебют его состоялся в игре с клубом «Вилла-Нова» 23 октября 1983 года, последний матч Оливера провёл 18 августа 1985 года, когда «Атлетико» противостояла «Рома». После этого матча Оливера завершил спортивную карьеру.
С 1973 по 1983 год провёл за сборную Уругвая 30 матчей, в которых отметился 1 забитым голом. В 1981 году в составе сборной стал победителем юбилейного Золотого кубка чемпионов мира по футболу, приуроченного к 50-летию первого чемпионата мира. В 1983 году стал победителем Кубка Америки.
В 1992 году работал исполняющим обязанности главного тренера «Пеньяроля». Также недолго поработал тренером в «Атлетико Минейро».

## Достижения
- Чемпион Уругвая (7): 1973, 1974, 1975, 1978, 1979, 1981, 1982
- Обладатель Кубка Либертадорес (1): 1982
- Обладатель Межконтинентального кубка (1): 1982
- Чемпион штата Минас-Жерайс (2): 1983, 1985
- Победитель Золотого Кубка чемпионов мира 1980/1981
- Победитель Кубка Америки (1): 1983